# Olof Mustelin
Sven Olof Axel Mustelin, född 27 april 1924 i Åbo, död där 8 februari 1999, var en finländsk bibliotekarie och kulturhistoriker. Han var brorson till Oskar Mustelin.
Mustelin blev filosofie doktor 1959. Han anställdes 1945 vid Åbo Akademis bibliotek och var dess överbibliotekarie 1966–1980. Han var 1957–1966 docent i nordisk historia vid Åbo Akademi, 1966–1980 i idé- och lärdomshistoria samt 1980–1991 i biblioteksvetenskap och informatik.
Han disputerade 1957 på en avhandling om historieforskningen i Finland 1809–1965 och publicerade därtill bland annat biografier över Hjalmar Neiglick (1966), Theodor Sederholm (1966) och Nils Ludvig Arppe (1969) samt en monografi över tidskriften Euterpe (1963) och en studie kring de nordiska universitetsadresserna 1934 (1981). Postuma verk var "En osjälvisk längtan att skänka forskningen ett starkt stöd" : familjen Gösta Branders och Åbo Akademis bibliotek (2001), och Stafva eller stava (2004), om svenska rättskrivningssträvanden i Finland under sent 1800-tal.
Han erhöll professors titel 1983.